# 加尔古尔
加尔古尔，是马耳他北部地区的市镇及村庄，位于两座山谷之间的山顶之上。市镇面积为2平方公里，2014年3月时人口数量为2,768人。